# Jurassic Park 3: Dino Attack
Jurassic Park III: Dino Attack (Jurassic Park III: Advanced Action au Japon, Jurassic Park III: Island Attack en Amérique du Nord, également connu sous son nom de projet Jurassic Park III: Primal Fear) est un jeu vidéo d'action-aventure développé par Mobile21 et édité par Konami, sorti en 2001 sur Game Boy Advance. Il est adapté du film Jurassic Park III.

## Accueil
- Jeuxvideo.com : 14/20[1]